# 12123 Pazin
12123 Pazin este un asteroid din centura principală de asteroizi.

## Descriere
12123 Pazin este un asteroid din centura principală de asteroizi. A fost descoperit pe 18 iulie 1999 la Visnjan de Observatorul din Višnjan. Asteroidul prezintă o orbită caracterizată de o semiaxă mare de 2,44 ua, o excentricitate de 0,20 și o înclinație de 2,3° în raport cu ecliptica.